# Rok Bavdaž
Rok Bavdaž, slovenski hokejist, * 10. junij 1981, Slovenija.
Bavdaž je kariero začel pri klubu HK HIT Casino Kranjska Gora v sezoni 2000/2001, od sezone 2006/2007 pa je član HK Triglav Kranj. Za slovensko mladinsko reprezentanco je nastopil na dveh Evropskih mladinskih prvenstvih.

## Pregled kariere
Odebeljeno - reprezentančni nastopi, glej tudi Statistika pri hokeju na ledu.
| Moštvo           | Liga                      | Sezona |    | Redni del | Redni del | Redni del | Redni del | Redni del | Redni del |   | Končnica | Končnica | Končnica | Končnica | Končnica | Končnica |
| ---------------- | ------------------------- | ------ | -- | --------- | --------- | --------- | --------- | --------- | --------- | - | -------- | -------- | -------- | -------- | -------- | -------- |
| Moštvo           | Liga                      | Sezona | OT | G         | P         | T         | +/-       | KM        | OT        | G | P        | T        | +/-      | KM       |          |          |
| Slovenija        | Evropsko ml. prvenstvo D1 | 99     |    | 4         | 3         | 0         | 3         |           | 2         |   |          |          |          |          |          |          |
| Slovenija        | Evropsko ml. prvenstvo D1 | 00     |    | 4         | 2         | 2         | 4         | +1        | 2         |   |          |          |          |          |          |          |
| HK Kranjska Gora | Slovenska liga            | 00/01  |    | 20        | 8         | 4         | 12        |           | 4         |   |          |          |          |          |          |          |
| HK Triglav Kranj | Slovenska liga            | 01/02  |    | 12        | 8         | 10        | 18        |           | 8         |   |          |          |          |          |          |          |
| HDK Maribor      | Slovenska liga            | 02/03  |    | 12        | 7         | 4         | 11        |           | 24        |   |          |          |          |          |          |          |
| HK Triglav Kranj | Interliga B               | 06/07  |    | 6         | 7         | 6         | 13        |           | 6         |   | 5        | 2        | 1        | 3        |          | 2        |
| HK Triglav Kranj | Slovenska liga            | 06/07  |    | 13        | 8         | 10        | 18        |           | 18        |   |          |          |          |          |          |          |
| HK Triglav Kranj | Slovenska liga            | 07/08  |    | 11        | 2         | 4         | 6         |           | 12        |   |          |          |          |          |          |          |
| Skupaj           |                           |        |    | 82        | 45        | 40        | 85        | +1        | 76        |   | 5        | 2        | 1        | 3        |          | 2        |